# Geografia integrata
La geografia integrata  è la terza branca della geografia – fra geografia fisica e geografia umana – che studia le relazioni tra società umane e pianeta Terra (che su scala locale rappresenta l'ambiente geografico). 

## Tematiche
Attualmente studia soprattutto le relazioni conflittuali nello spazio e nel tempo, riassumibili come problemi ambientali. 

### Problemi socio-ambientali
I problemi di tutte le relazioni geografico-ambientali derivano dall'interazione tra i flussi di materia ed energia controllati dall'uomo e quelli naturali della geo-biosfera (ovvero dell'insieme dei sistemi componenti il pianeta Terra). Mentre i geo-ecosistemi rimangono costanti nello spazio e sottoposti a flussi di energia quasi costanti (e nel loro insieme compongono la Terra, ovvero la  geosfera-biosfera, che è un sistema finito e quasi chiuso agli scambi di materia), l'economia (che è un sottosistema aperto della geosfera-biosfera) per sua natura si espande. Ne consegue che con il passare del tempo crescono le sue dimensioni relative all'interno del geo-ecosistema che lo contiene ed agisce:
1. come fonte per le materie prime a basso livello di entropia;
2. come pozzo per i rifiuti ad alto contenuto di entropia.

### Limiti alla crescita e sviluppo sostenibile
Emergono così i cosiddetti limiti biofisici alla crescita. Detti limiti (in realtà geo-bio-fisici), dipendono da tre condizioni interconnesse: esauribilità delle risorse, entropia ed interdipendenza ecologica (Daly, 1996). Man mano che l'economia cresce nel sistema geo-ecologico va a rompere strutture ivi esistenti intaccandone le funzioni; inoltre, è limitata dalle dimensioni fisse del pianeta Terra. 
I tre limiti interagiscono e sono interdipendenti, come l'economista Nicholas Georgescu-Roegen ha sottolineato a partire dagli anni settanta (Georgescu-Roegen, 1971). L'esauribilità non sarebbe limitante se tutto potesse venir riciclato, ma ciò è impedito dall'entropia che impedisce il riciclaggio completo; a sua volta, l'entropia non costituirebbe un fattore limitante se le fonti di risorse ed i pozzi di scarico dei rifiuti fossero infiniti, ma questi sono finiti; l'interdipendenza ecologica implica che quando il sistema economico occupa fisicamente il geo-ecosistema che lo ospita si sostituisce ad esso e ne rende difficile prima, impossibile poi, il funzionamento. A causa dei limiti suddetti e della seconda legge della termodinamica l'ordine della struttura economica in crescita viene sostenuto da un flusso di disordine verso il resto del sistema Terra (Daly, 1996), provocando quindi un aumento di disordine in tutto il pianeta.